# Les Damnés (film, 1969)
Pour les articles homonymes, voir Les Damnés et Damned.
Série Trilogie allemande
Mort à Venise
(1971)
Pour plus de détails, voir Fiche technique et Distribution.
Les Damnés (La caduta degli dei) est un film germano-italien réalisé par Luchino Visconti, sorti en 1969. Le titre italien fait référence à l'opéra de Richard Wagner Le Crépuscule des dieux ; le sous-titre « Götterdämmerung » est d'ailleurs utilisé en complément du titre italien original.
Ce film historique opulent dépeint la manière dont des membres du parti nazi s'emparent du pouvoir dans une famille d'industriels qui tente de redresser ses comptes par une adhésion à l'idéologie nationale-socialiste, mais précipite ainsi sa propre désintégration.
Ce premier volet particulièrement controversé de la trilogie allemande met en lumière les mécanismes de la prise du pouvoir par les nazis dans la haute société et ses aspects obscènes. Variation moderne de Macbeth et étude de la décadence, l'histoire révèle non seulement l'influence de Wagner et de Thomas Mann, mais aussi la psychologie de Dostoïevski.

## Synopsis
L'avènement du nazisme en janvier 1933 inquiète l'aristocratique et  puissante famille d'industriels von Essenbeck. La nuit de l'incendie du Reichstag (27 février 1933), le vieux baron Joachim, conservateur et opposé à Hitler, est assassiné. Le crime est imputé à Herbert Thalmann, un membre de la famille opposé aux nazis, qui doit fuir à l'étranger. Friedrich Bruckmann, un cadre de l'entreprise, carriériste d'origine modeste, devient le patron des aciéries, avec le soutien de Sophie, la veuve du fils aîné de Joachim, mort pendant la Première Guerre mondiale, dont il est l'amant. Konstantin von Essenbeck, le second fils de Joachim, membre des SA, est vice-président. Une lutte pour le pouvoir commence entre Friedrich et Konstantin.
Un cousin officier SS, Aschenbach, intrigue en sous-main pour contrôler l'entreprise, afin qu'elle s'oriente davantage vers la production d'armes et serve les intérêts du régime nazi.
Lors de la nuit des Longs Couteaux (29/30 juin 1934), Konstantin est tué par Friedrich. Les filles et l'épouse de Herbert Thalmann sont envoyées au camp de concentration de Dachau, où cette dernière meurt. Herbert revient en Allemagne et se livre à la Gestapo, en échange de la libération de ses filles.
Martin von Essenbeck, petit-fils du baron Joachim,  fils de Sophie et seul héritier de l'entreprise, est manipulé par Aschenbach qui le pousse à rejoindre la SS. Martin est un déviant sexuel avec des tendances pédophiles, ce qui donne à Aschenbach un levier pour le manœuvrer, après le suicide d'une fillette juive que Martin harcelait. Longtemps sous la coupe de sa mère, Martin se révolte contre elle et la viole. Friedrich Bruckmann épouse Sophie. Juste après la cérémonie, Martin leur donne du poison pour qu'ils se suicident. Ce qu'ils font. Par l'intermédiaire de Martin, le régime nazi a désormais un contrôle complet sur l'entreprise.

## Fiche technique
- Titre original italien : La caduta degli dei[1] (litt. « La Chute des dieux »)
- Titre original secondaire : Götterdämmerung
- Titre allemand : Die Verdammten[2]
- Titre français : Les Damnés[3]
- Réalisation : Luchino Visconti
- Scénario : Nicola Badalucco, Enrico Medioli, Luchino Visconti
- Musique : Maurice Jarre
- Musique additionnelle : Bruckner (Symphonie no 8 en ut mineur)
- Photographie : Armando Nannuzzi, Pasqualino De Santis
- Décors : Vincenzo Del Prato (it)
- Costumes : Piero Tosi
- Montage : Ruggero Mastroianni
- Production : Attilio D'Onofrio, Ever Haggiag, Alfred Levy, Giuseppe Bordogni, Pietro Notarianni
- Sociétés de production : Pegaso Cinematografica (Rome), Ital-Noleggio Cinematografico (Rome), Praesidens Film (Rome), Eichberg Film (Munich)
- Sociétés de distribution : Ital-Noleggio Cinematografico (Italie), Warner Bros.-Seven Arts (international)
- Pays de production :  Italie •  Allemagne de l'Ouest
- Langues originales : italien, allemand
- Durée : 156 minutes
- Date de sortie :
  - Belgique : 2 octobre 1969
  - Italie : 15 octobre 1969 (Rome)
  - Allemagne de l'Ouest : 27 janvier 1970
  - France : 18 février 1970
- Affiches : Raymond Elseviers (Belgique), Jean Mascii (France), Enzo Nistri (Italie)

## Distribution
- Dirk Bogarde (VF : Roland Ménard) : Friedrich Bruckmann
- Ingrid Thulin (VF : Paule Emanuele) : la baronne Sophie von Essenbeck
- Helmut Griem (VF : Bernard Dhéran) : Aschenbach
- Helmut Berger (VF : Bernard Murat) : Martin von Essenbeck
- Renaud Verley (VF : Lui-même) : Günther von Essenbeck
- Umberto Orsini (VF : Claude Giraud) : Herbert Thallmann
- Charlotte Rampling (VF : Jeanine Freson) : Elisabeth Thallmann
- René Kolldehoff (VF : Yves Brainville) : le baron Konstantin von Essenbeck
- Albrecht Schoenhals (VF : Fernand Fabre) : le baron Joachim von Essenbeck
- Florinda Bolkan : Olga
- Nora Ricci : la gouvernante
- Irina Wanka : Lisa Keller
- Karin Mittendorf : Thilde Thallman
- Valentina Ricci : Erika Thallmann
- Wolfgang Hillinger : Janek
- Ester Carloni (it) : Madeline
- Bill Vanders : le commissaire de police
- Howard Nelson Rubien (VF : Louis Arbessier) : le recteur de l'université
- Werner Hasselmann (VF : Henri Poirier) : un officier de la Gestapo
- Peter Dane : l'employé de l'aciérie
- Mark Salvage : l'inspecteur de police
- Karl-Otto Alberty, John Frederick, Richard Beach : trois officiers de la Wehrmacht

## Production
Avec ce film, Visconti faisait allusion à l'implication dans le nazisme de la dynastie Krupp, des industriels de la sidérurgie à Essen, dans la Ruhr.
Avec Les Damnés, Visconti voulait créer un Macbeth moderne et montrer l'influence destructrice du capital dénoncée par Wagner. L'état des lieux prouve selon lui que les « dieux » se mêlent des affaires des « hommes » avec l'instrument de pouvoir qu'est l'argent, « de la même manière que les divinités païennes ou les héros de Wagner ». Leurs usines seraient les « temples de leur culte ». Selon Helmut Berger, Visconti avait l'intention de réaliser « une transposition moderne des Buddenbrook ».
Outre les emprunts à Shakespeare, Richard Wagner et Thomas Mann, le film laisse également transparaître l'influence de Dostoïevski, sur lequel Visconti s'était déjà appuyé dans son drame social Rocco et ses frères. La scène dans laquelle la jeune fille juive abusée se pend est inspirée du roman Les Démons. Dans cette œuvre sombre qui n'a été publiée qu'à titre posthume, Stavroguine avoue avoir séduit une jeune fille qui s'est ensuite pendue.
Le personnage de Martin von Essenbeck a les traits d'Arndt von Bohlen und Halbach (de) qui, en 1967, renonça à son héritage d'au moins 2,5 milliards de Deutsche Mark et reçut à la place une allocation relativement modeste de 2 millions de Deutsche Mark par an ainsi que d'autres fonds complémentaires, permettant ainsi la création de la fondation Alfried Krupp von Bohlen und Halbach. Le fils unique du grand industriel et compagnon de route des nazis Alfried Krupp von Bohlen und Halbach était homosexuel, se soumettait à de nombreuses opérations de chirurgie esthétique et son style de vie extravagant semblait peu adapté à la direction d'une entreprise aussi importante que Friedrich Krupp AG en tant que propriétaire unique.
Visconti a déjà dû essuyer deux revers au cours de la phase préparatoire. Tout d'abord, il n'a pas pu imposer le titre « Götterdämmerung », car les distributeurs américains l'ont rejeté et ont insisté pour titrer Les Damnés à la place. Ensuite, il ne lui a pas été possible d'utiliser la musique de Gustav Mahler dès ce premier volet de la trilogie. Il dut s'accommoder de la musique d'accompagnement du compositeur français Maurice Jarre, jugée trop pesante, ce qui le contraria beaucoup.

### Attribution des rôles
Helmut Berger joua pour la première fois un grand rôle sous la direction de Visconti dans le rôle de Martin von Essenbeck et devint une vedette internationale. Dans ses mémoires, Berger raconte comment il a côtoyé Arndt von Bohlen und Halbach pendant des semaines avant le début du tournage à Kitzbühel : « À chaque occasion, je copiais sa façon de vivre, ses manières et ses gestes. La façon dont il marchait en dansant, regardait nerveusement d'un côté à l'autre, jouait avec ses longues chaînes en or... et se maquillait comme Elizabeth Taylor ». D'après des croquis de Berger, les bijoux créés par Bohlen lui-même auraient également été reproduits pour le film.
D'autres acteurs allemands ont joué de petits rôles, comme Klaus Höhne et le fils d'un politicien, Peter Brandt. Piero Tosi et Vera Marzot étaient responsables des costumes. Karl Hass, ancien Sturmbannführer et auteur du massacre des Fosses ardéatines, a participé en tant que figurant. Ayant échappé à un procès pour crimes de guerre, il était employé dans les services de contre-renseignement de l'US Army dans le contexte de la guerre froide contre l'Union Soviétique. On ne sait pas si les cinéastes étaient au courant de l'identité de Hass lorsqu'il est apparu dans le film, bien que certaines sources suggèrent qu'il était employé comme conseiller technique. Hass est apparu en tant que figurant dans plusieurs autres films italiens au cours des années 1960 et 1970, dont deux sur le massacre des Ardéatines. Il ne sera jugé et condamné qu'en 1998, après l'arrestation en Argentine d'Erich Priebke.

### Tournage

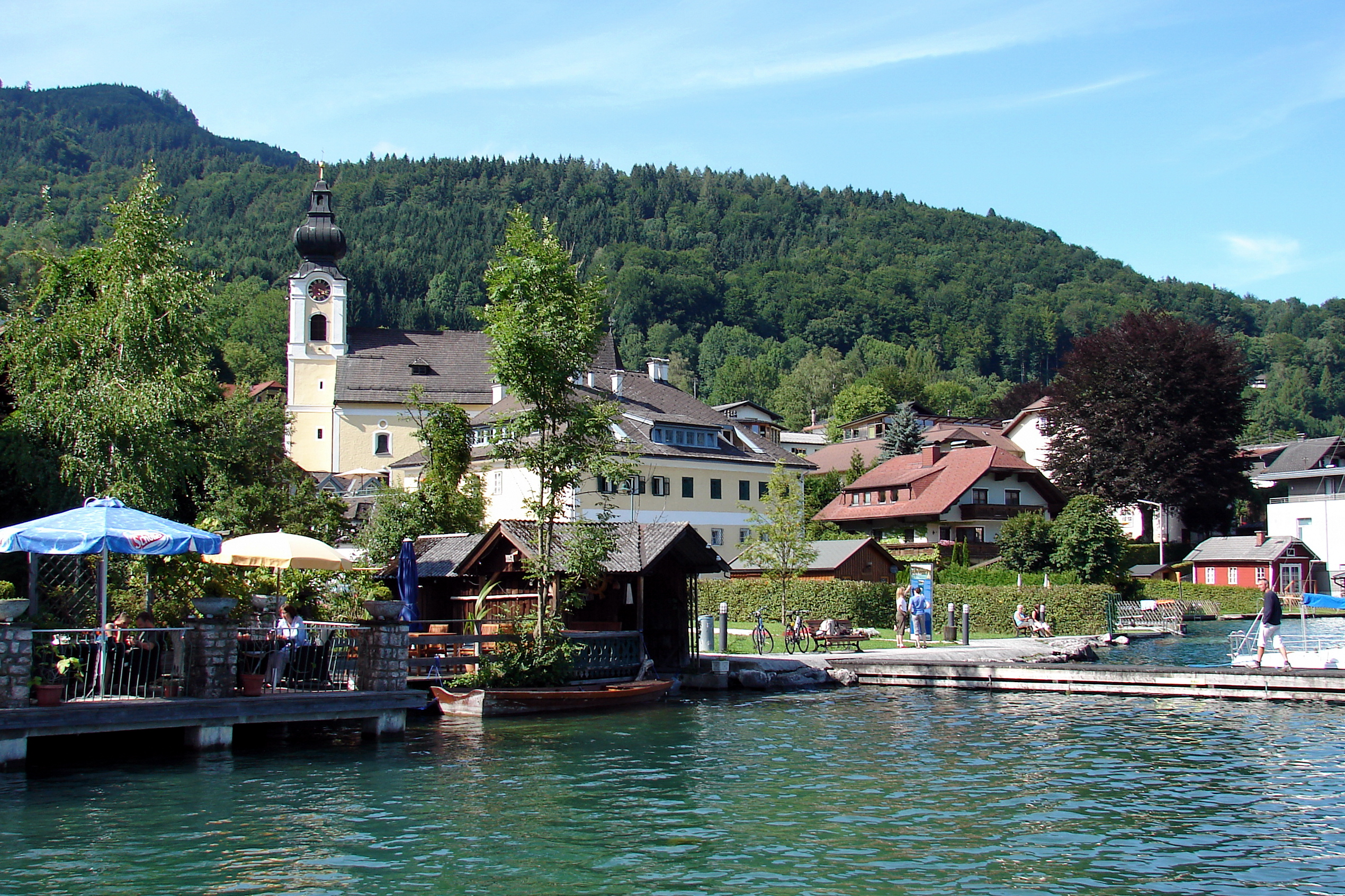
Unterach am Attersee, où a été tournée la scène de « La nuit des longs couteaux ».

Le film a été tourné sur place en Allemagne de l'Ouest, en Autriche et en Italie, ainsi qu'aux studios Cinecittà à Rome du 1er juillet au 1er septembre 1968. Les lieux de tournage comprenaient le lac Attersee, Düsseldorf, Essen, Unterach am Attersee (pour représenter Bad Wiessee), et l'aciérie de Terni.

## Exploitation
Après la première bruxelloise le 2 octobre 1969, la première italienne du film a eu lieu à Rome le 14 octobre 1969, et le film est ensuite sorti dans les cinémas du pays le 16 octobre de la même année.
Aucun autre film de Visconti n'a été aussi controversé que Les Damnés. On a reproché à Visconti d'avoir, dans le premier volet de sa trilogie, mis en scène le nazisme de manière mélodramatique et esthétiquement inappropriée, et de l'avoir en quelque sorte « doté d'une auréole romantique, bien que démoniaque ». De manière comparable, on avait reproché à Thomas Mann d'avoir présenté l'effondrement de l'Allemagne dans son roman d'époque, Le Docteur Faustus, comme « une version boursoufflée du Crépuscule des dieux, voire comme un spectacle d'opéra grotesque ».
Le critique allemand Wolfram Schütte a prétendu que ce film n'avait rien de commun avec la réalité du régime nazi « hormis une esthétique fascisante », et que les Essenbeck ne sont pas représentatifs de la grande industrie et de son importance à l'époque du nazisme. Tandis que le scénariste Nicola Badalucco explique le « statut difficile » du film par le fait que l'Allemagne n'était pas prête à « parler d'elle-même », ce qui a changé par la suite : Une pièce de théâtre adaptée du scénario a été jouée plusieurs fois à Salzbourg en 2002 ; une autre adaptation a fait l'objet d'une tournée en Allemagne.
Selon Laurence Schifano, les commentaires des critiques de cinéma rappellent les reproches faits à Jean-Paul Sartre d'avoir transformé, dans sa pièce de théâtre Les Séquestrés d'Altona, qui fut ensuite adaptée au cinéma, des magnats de l'industrie en protagonistes qui « trouvent leur sombre grandeur dans la criminalité et leur pacte avec le mal ». Sartre rétorqua qu'il avait voulu montrer avec ses personnages la contradiction de principe que pose le choix de la collaboration d'une famille noble avec un grand passé, une culture et un pouvoir industriel. L'« accord secret de leur jeu truqué » aurait ainsi été mis en évidence.
Selon le critique allemand Wolfram Schütte (de), Les Damnés est une tentative audacieuse de combiner la tradition du naturalisme psychologique avec les dimensions des opéras de Wagner. Il en résulte une œuvre opulente, intempestive et problématique, très éloignée des débuts réalistes de Visconti. Par le raffinement des couleurs et des décors, elle surpasserait ses précédents films Senso et Le Guépard.
Pour le Lexikon des internationalen Films, Visconti a tenté, dans ce premier volet de sa Trilogie allemande, de « montrer les liens entre la décadence morale, la névrose sexuelle, la sehnsucht de la mort, l'égocentrisme narcissique et l'opportunisme politique » et a mis cela en scène de manière opératique et mélodramatique. Par endroits, il a analysé « de manière impressionnante la (les) conscience(s) fascisante(s) », mais il a affaibli « le caractère historiquement explosif du sujet » par une « stylisation artificielle ».
L'Evangelischer Filmbeobachter a qualifié l'œuvre de « fresque gigantesque sur la chute autodestructrice d'une dynastie industrielle allemande pendant l'ère hitlérienne ». Le « rapport forcé à la réalité » est toutefois anhistorique et a « privé le film d'une assise crédible ». Le résultat serait un « cabinet de curiosités surdimensionné » qui présenterait « du bon jeu d'acteur, la maîtrise de la photographie de Visconti, des arrangements musicaux démesurés, des farces scéniques et des dialogues bricolés ».
Le cinéaste Rainer Werner Fassbinder et le dramaturge Falk Richter comptent cependant Les Damnés parmi leurs dix films préférés.
Dans son spectacle en présence de sa famille, Martin imite la prestation de Marlene Dietrich dans L'Ange bleu (1930) de Josef von Sternberg. Quand elle a vu le film, l'actrice allemande a complimenté Helmut Berger, lui envoyant un mot disant « tu étais encore meilleur que moi ! ».

## Postérité
- Pour trouver leur nom, le groupe musical britannique The Damned s'inspire de ce film-ci ainsi que du Village des damnés (1960) de Wolf Rilla[24]
- En 2005, le metteur en scène Johan Simons adapte le scénario dans une pièce intitulée La Chute des dieux et jouée au Festival d'Avignon en langue allemande[25].
- En 2016, le metteur en scène Ivo van Hove signe une libre adaptation jouée au festival d'Avignon avec la troupe de la Comédie-Française[26]. Cette adaptation a été éditée par l’INA en 2017.